# Vicente Dávila Aguirre
Vicente Dávila Aguirre (Ramos Arizpe, Coahuila, 19 de junio de 1886 - Saltillo, Coahuila; 19 de mayo de 1960) fue un militar mexicano que participó en la Revolución mexicana.
Nació el 19 de junio de 1886 en Santo Domingo, municipio de Ramos Arizpe, Coahuila, México. Estudió la carrera de ingeniería civil-militar en los Estados Unidos, dedicándose al ejercicio de su profesión a su regreso a México. Fue partidario de Francisco I. Madero desde un principio y al triunfo de este, en 1911, fue elegido diputado local por el distrito de Monclova. 
Una de sus primeras acciones como diputado se configuraría en la firma del decreto de febrero de 1913 con el que el gobierno coahuilense, presidido por Venustiano Carranza, desconoció a Victoriano Huerta, para luego firmar el del 19 de abril que sancionó el Plan de Guadalupe. Bajo este marco, realizó la compra de armas en Estados Unidos para el ejército de Don Venustiano. Después de ello y junto con su Hermano, el Teniente Coronel del E.M Melchor Davila Aguirre, realizaron labor de reclutamiento y levantamiento en armas de los pueblos del Centro y Carbonífera del estado de Coahuila, anexándolos al ejército de Don Venustiano Carranza, lo que determinaría su adhesión al ejército constitucionalista. Luego de los acontecimientos generados por el Plan de Guadalupe, Don Venustiano se dirige a la estación de ferrocarriles en Piedras Negras Coah, a efectos de pertrecharse con piezas de artillería.  
En 1913 militó en la división del norte bajo el mando directo del general Maclovio Herrera en la columna del Noreste. Cuando se dio la escisión entre Francisco Villa y el primer jefe Venustiano Carranza permaneció fiel a este último. Dávila Aguirre tomó la misma postura que su superior y cuando Herrera fue nombrado jefe de las operaciones en el norte de Coahuila, fue de los pocos que permanecieron con él. A la muerte de Herrera, (abril de 1915) a manos de sus propios soldados, asumió el mando de su división. Fue nombrado Comandante accidental de la columna del Noreste, peleando contra los Federales en Camarón Tamps. Dirigiéndose luego a la toma de Monterrey, la cual fue exitosa. 
Reconquistó Monterrey, (mayo) y estuvo presente en el combate y la toma de Guadalajara, Jalisco, México en contra de las fuerzas convencionistas. En la segunda mitad de 1915 fue nombrado gobernador provisional y comandante militar de San Luis Potosí. Desempeñando este puesto persiguió al resto de la columna de Benjamín Argumedo, desalojándolos de todas las poblaciones que aún ocupaban ese estado y consiguió que el 1º de diciembre se rindieran los generales Luis G. Caloca, Andrés Pérez y Miguel Navarra con 5,000 hombres, de la columna de Benjamín Argumedo, alcanzando el grado de general de brigada.
En 1923, se unió al movimiento huertista. Desempeñó diversas comisiones de carácter civil y en 1935 fue secretario general del gobierno del estado de Coahuila y nuevamente diputado local por el distrito de Monclova. En 1924 fue jefe del estado mayor de la 33ª zona militar; posteriormente se desempeñó como jefe de la oficina de la plana mayor del ejército, vocal del consejo directivo del seguro de vida militar y fondos de ahorro del ejército. Fue Gobernador del estado y Jefe Militar del estado de San Luis Potosí; su hermano fue jefe de armas en Cerritos SLP simultáneamente. Durante 1958-1960fue Administrador General de Aduanas en P. Negras y fue senador de la república y murió en Saltillo el 19 de mayo de 1960. Sus restos están en la Rotonda de los Hombres ilustres en Saltillo Coahuila. Durante las presidencias del General Obregón y de Plutarco Elías Calles estuvo exiliado en San Antonio Texas , pidió amnistía a la muerte de su padre Don Melchor Davila Ramos en 1936 y se la concedió el Gobierno toda vez que no se levantaría en armas.
Cuando se licenció del ejército, lo fue como general de brigada. El general Vicente Dávila Aguirre usaba un bastón, pues una bala de Mauser le atravesó una rodilla, impactando luego en su caballo, el cual fallecería a razón de ello. Fue sepultado en el Panteón de Santiago, dentro de la Rotonda de los Coahuilenses Ilustres.